# Bilram
Bilram è una suddivisione dell'India, classificata come nagar panchayat, di 12.119 abitanti, situata nel distretto di Etah, nello stato federato dell'Uttar Pradesh. In base al numero di abitanti la città rientra nella classe IV (da 10.000 a 19.999 persone).

## Geografia fisica
La città è situata a 27° 49' 36 N e 78° 35' 12 E.

## Società

### Evoluzione demografica
Al censimento del 2001 la popolazione di Bilram assommava a 12.119 persone, delle quali 6.512 maschi e 5.607 femmine. I bambini di età inferiore o uguale ai sei anni assommavano a 2.146, dei quali 1.146 maschi e 1.000 femmine. Infine, coloro che erano in grado di saper almeno leggere e scrivere erano 3.528, dei quali 2.387 maschi e 1.141 femmine.